# Pintor de Mesogea

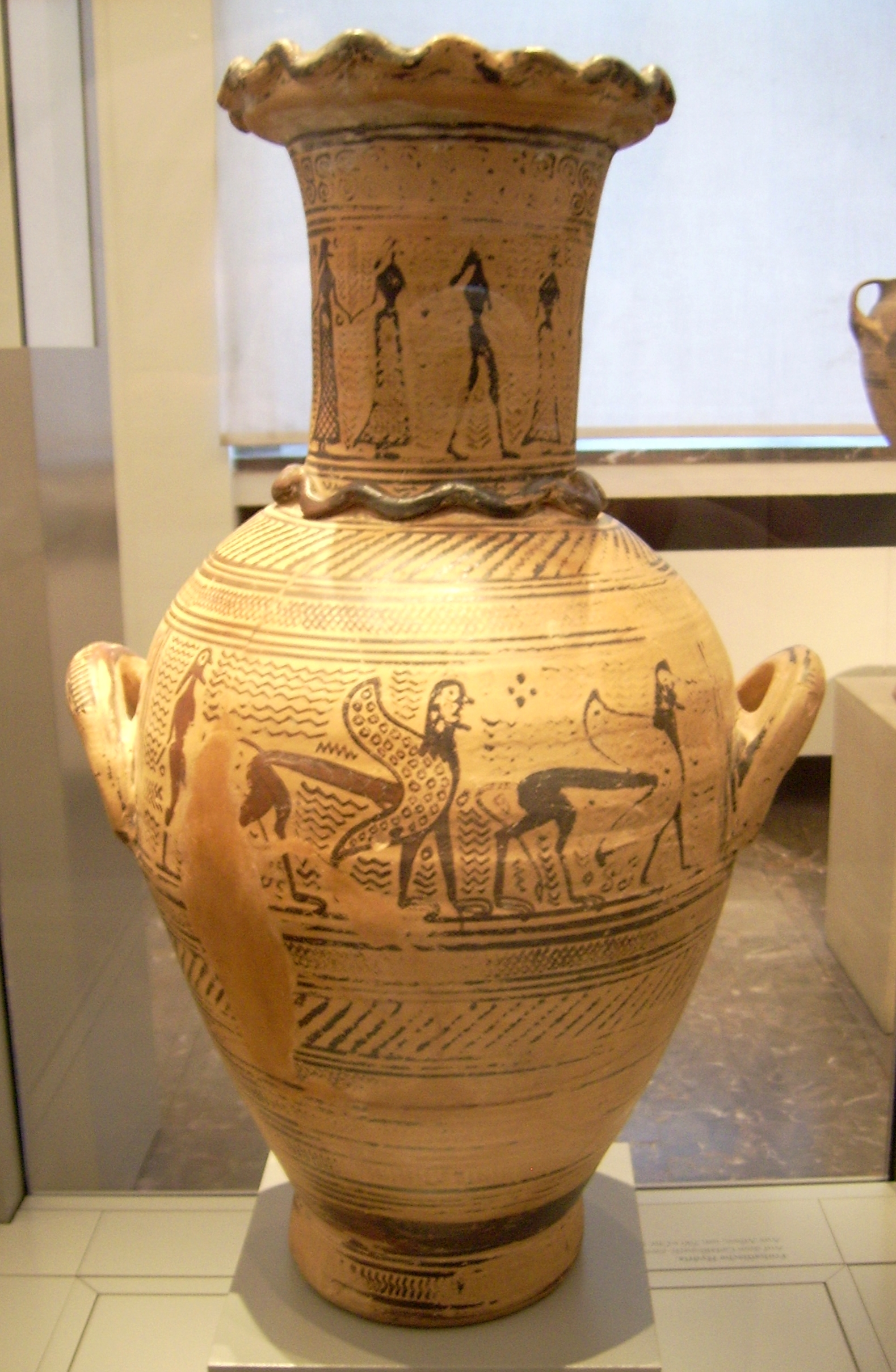
Hidria de cerca del año 700 a.C. de Atenas, Antikensammlung, Berlín.

Como Pintor de Mesogea se conoce a quien pintó varios vasos y algunas hidrias de cerámica griega del siglo VII a.  localizadas en Mesogea. Su obra se suele enmarcar en el periodo geométrico tardío. 
Este artista protoático temprano fue contemporáneo del Pintor de Analato, activo en el primer cuarto del siglo VII a. C. Se ha sugerido que fue alumno del Pintor Statathou , de la época del geométrico tardío Statathou, y el profesor del Pintor de Polifemo del estilo protoático alto.